# 羅哲·埃切加雷
羅哲·埃切加雷（法語：Roger Etchegaray；1922年9月25日—2019年9月4日）是法國籍天主教主教級樞機、波多-聖魯菲納羅馬城郊教區領銜主教及宗座正義與和平委員會主席。

## 生平

### 早期生活
埃切加雷於1922年9月25日在法國比利牛斯-大西洋省的市鎮埃斯佩萊特出生。他曾就讀於斯塔里茨小修道院和巴約訥的大修院。他曾在羅馬宗座額我略大學就讀並他獲得了神學和教會法博士學位。他於1947年7月13日在巴約訥教區晉鐸。

### 晉牧
他於1969年5月27日晉牧，並獲教宗保祿六世任命為巴黎總教區輔理主教，領努米底亞格美萊領銜教區主教銜。1970年12月22日，他改任馬賽總教區總主教並在1975年11月25日獲任命為法國傳教團自治監督區監督。他於1979年6月30日獲冊封為司鐸級樞機，領聖良一世堂區司鐸銜。1984年4月8日，他獲任命為宗座一心理事會主席和宗座正義與和平委員會主席。前者於1995年完成任期。

### 榮休
教宗若望·保祿二世於1998年6月24日任命他為主教級樞機，領波多-聖魯菲納羅馬城郊教區主教銜。他同時於該日榮休，由阮文順樞機接替成為聖座正義與和平委員會主席。2017年6月10日，他辭任樞機團副團長之職務，由若翰·雷樞機接任。

### 離世
他於2019年9月4日在法國康博萊班逝世，終年96歲。

## 評論

### 美國入侵伊拉克
2003年，梵蒂岡反對美國入侵伊拉克，並派埃切加雷樞機作為特使，說服伊拉克當局為了避免戰爭，與聯合國合作。